# Bathyaulax xanthostomus
Bathyaulax xanthostomus är en stekelart som först beskrevs av Cameron 1906.  Bathyaulax xanthostomus ingår i släktet Bathyaulax och familjen bracksteklar. Inga underarter finns listade.